# Pseudotorymus pannonicus
Pseudotorymus pannonicus är en stekelart som först beskrevs av Mayr 1874.  Pseudotorymus pannonicus ingår i släktet Pseudotorymus och familjen gallglanssteklar. Inga underarter finns listade i Catalogue of Life.